# Adenanthos detmoldii
Adenanthos detmoldii es un arbusto la familia Proteaceae. Es endémica del suroeste de Australia Occidental.

## Descripción
Crece como un arbusto erecto de hasta 4 m de altura, con ramas peludas y hojas largas y estrechas de hasta 80 mm de largo y unos 5 mm de ancho. Las flores, que aparecen entre agosto y noviembre, consisten en un perianto tubular de unos 25 mm de largo y un estilo de unos 40 mm de largo.

## Cultivo
Aunque su hábitat natural es un clima seco de verano, A.detmoldii se ha cultivado con éxito en una variedad de climas, incluidos aquellos con condiciones húmedas de verano que a menudo no son adecuadas para las plantas del suroeste. Prefiere suelos bien drenados y ligeros a pleno sol o sombra moteada. El follaje puede estar sujeto a moho gris en condiciones húmedas. Las flores producen néctar y atraen a las aves melíferas.

## Galería

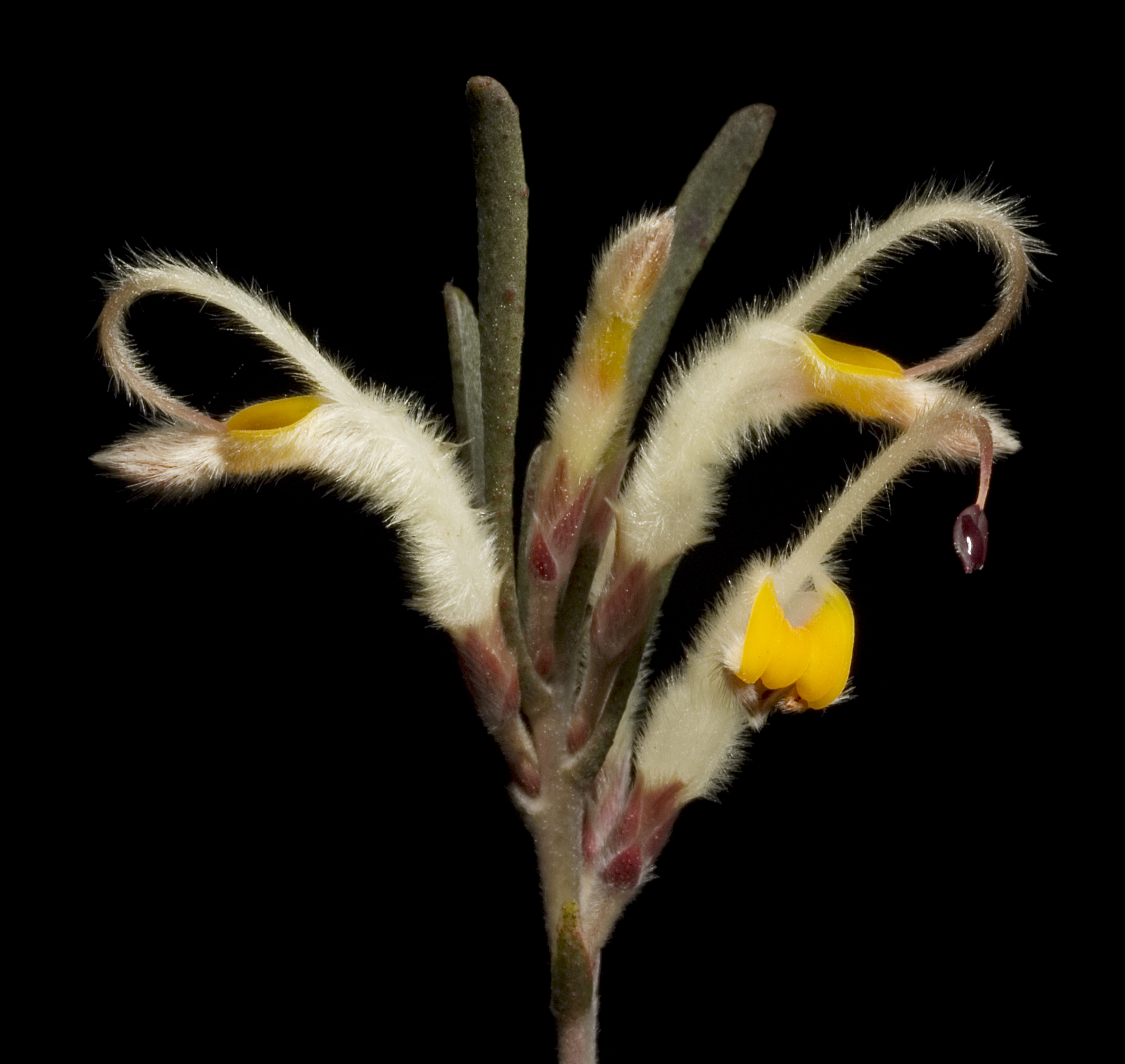
Detalle de las flores
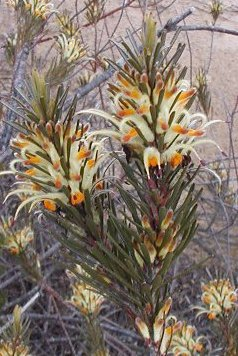
Flores
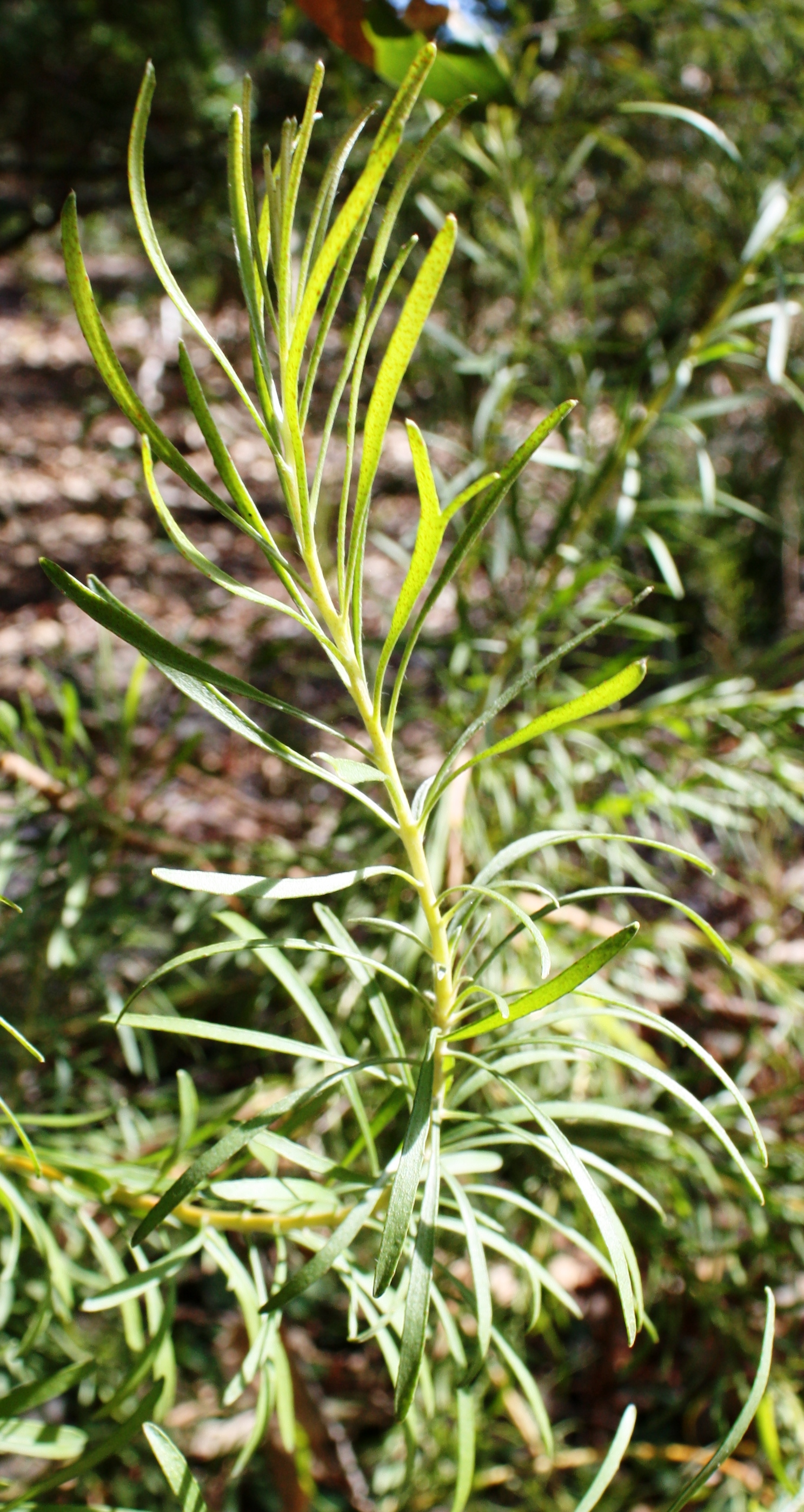
Follaje